# تبرو
شهر تیبرو (به سوئدی: Tibro) در ناحیه شهری تیبرو در کشور سوئد واقع شده‌است. جمعیت این شهر ۱۱۰۳۸۹  نفر است.